# Viel-Harmoniker
Die Viel-Harmoniker waren eine deutsche Musikgruppe auf dem Gebiet des Schlagers.

## Werdegang
Die Gruppe wurde 1976 von Gert Wilden als Vokalensemble mit Klavierbegleitung in München gegründet. Das Ensemble sang im Stil der Comedian Harmonists teilweise deren Lieder der 1920er und 1930er Jahre, hauptsächlich aber Neuarrangements und Neukompositionen im Stil dieser Zeit.
Mitglieder waren zunächst Toni Rosner, Siegfried Hussner, Alo Schnurrer, Wolfgang Schultz und Walter Leykauf. Letzterer war bereits bei den Nilsen Brothers erfolgreich und ist seit 1984 ein erfolgreicher Sänger der volkstümlichen Musik. Nach seinem Austritt aus der Gruppe wurde Günther Graf sein Nachfolger, der bis zur Auflösung der Gruppe ein fester Bestandteil dieser als 2. Bariton blieb. Gründer und Komponist Gert Wilden begleitete die Sänger am Klavier.
Die Viel-Harmoniker nahmen zahlreiche Titel der Comedian Harmonists, aber auch andere bekannte Hits, neu auf und waren bald über die Grenzen Deutschlands hinaus bekannt. Sie traten in Frack und Zylinder auf und waren in zahlreichen Musiksendungen des Rundfunks und Fernsehens zu Gast wie zum Beispiel in der Unterhaltungsshow Zum Blauen Bock. Darüber hinaus gaben sie zahlreiche Konzerte in ganz Europa, sogar in China und Südamerika. Insgesamt wurden 18 Langspielplatten veröffentlicht.
1980 beteiligten sich die Viel-Harmoniker an der deutschen Vorentscheidung zum Eurovision Song Contest. Ihr Lied In der Oper belegte Platz zehn.

## Erfolgstitel
- Wochenend und Sonnenschein
- Veronika, der Lenz ist da
- Spiel mir eine alte Melodie
- Mein fröhlicher Kakadu
- Ein Freund, ein guter Freund
- Ich hab das Fräulein Helen baden sehn
- Ich wollt' ich wär' ein Huhn
- Nachts ging das Telefon
- Das ist die Liebe der Matrosen
- Die süßesten Früchte
- Sag beim Abschied leise Servus
- Lass mich dein Badewasser schlürfen

## Diskografie
Alben (Auswahl):
- 1976 Hochgenuß und Nostalgie (LP:TELDEC)
- 1977 Sechszylinder (LP: Ariola)
- 1995 Mal so, mal so
- 1997 Die großen Erfolge der Vielharmoniker
- 1999 Die Vielharmoniker Vol. 1
- 1999 Die Vielharmoniker Vol. 2 - Memory / Erinnerung
- 2000 Live In Concert Vol. 1
- 2000 Live In Concert Vol. 2